# Dong-a Ilbo
Die Dong-a Ilbo (dt. Ostasiatische Tageszeitung) ist eine Tageszeitung in Südkorea. Sie wurde 1920 als Tōa Nippō von Kim Songsu gegründet, als Korea eine Kolonie Japans war. Zu Beginn war Dong-a Ilbo eine nationalistische Zeitung, die sich heute jedoch getreu ihrem Firmenmotto zu kritischer und ehrlicher Berichterstattung verpflichtet. Sie ist eine der drei großen Zeitungen in Südkorea und hat eine tägliche Auflage von mehr als zwei Millionen Exemplaren. Dong-a Ilbo pflegt Partnerschaften mit sechs ausländischen Zeitungen, darunter sind die The New York Times in den USA, Asahi Shimbun in Japan und die Times im Vereinigten Königreich.